# كوبا سود أمريكانا 2012
كوبا سود أمريكانا 2012 هو الموسم 11 من  كوبا سود أمريكانا. الذي يشرف على تنظيمه كونميبول، وكان عدد الأندية المشاركة فيه  47، وفاز فيه نادي ساو باولو.

## نتائج الموسم

### ربع النهائي
| فريق 1               | مجموع | فريق 2               | المباراة الأولى | مجموع |
| -------------------- | ----- | -------------------- | --------------- | ----- |
| Millonarios          | 3–2   | Grêmio               | 0–1             | 3–1   |
| São Paulo            | 7–0   | Universidad de Chile | 2–0             | 5–0   |
| Universidad Católica | 4–3   | Independiente        | 2–2             | 2–1   |
| Tigre                | 4–3   | Cerro Porteño        | 0–1             | 4–2   |